# Dries Boussatta
Dries Boussatta (Amsterdam, 23 dicembre 1972) è un ex calciatore olandese, di origini marocchine, di ruolo centrocampista.